# Болеслав Роя
Болеслав Єжи Роя (англ. Bolesław Jerzy Roja 4 квітня 1876, с. Бринці-Загірні, Станиславівське староство, Жидачівський округ, Австро-Угорщина — 27 травня 1940, Заксенгаузен, Бранденбург, Третій Рейх) — польський військовий та політичний діяч, офіцер Польських легіонів під час Першої світової війни, генерал дивізії Війська Польського і депутат Сейму Польської Республіки. Був нагороджений найвищою польською військовою відзнакою Virtuti Militari. Був в опозиції до Юзефа Пілсудського і його авторитарного політичного режиму санації.
У 1991 р. на його честь у Кракові назвали вулицю Генерала Болеслава Рої. У 2006 р. у м. Легіоново було відкрито пам'ятник Рої на вулиці, яка була названа його іменем.

## Життєпис
Болеслав Роя народився у селі Бринці-Загірні неподалік Жидачева в сім'ї лісничого Юзефа Роя і Марії Тжцінської. Навчався у кадетській школі австро-угорської армії у Відні. У 1899 р. отримав звання підпоручника (лейтенанта) і служив у 36-му полку крайової оборони (Landwehr Infanterie Regiment Nr. 36) в Коломиї. У 1905 р. у зв'язку з проблемами із здоров'ям був відправлений у резерв. Співпрацював з австро-угорською розвідкою.
У цей час вивчав право та медицину в Яґеллонському університеті і працював державним службовцем у Кракові. Також був учасником таємного руху за незалежність Польщі на терені Галичини. Одружився з Геленою Нєджвєдзькою, з якою мав чотирьох дітей: Ян (1906 р.н.), Софія (1908 р.н.), Кристина (1912 р.н.) і Болеслав (1916 р.н.).

### Перша світова війна
З початком Першої світової війни Роя приєднався до Польських легіонів, де був близьким соратником Юзефа Пілсудського. Проте після дитви під Ястковим у 1915 р., у якій Болеслав Роя командував 4-им полком піхоти, у них відбувся конфлікт. Пілсудський вважав, що дії підполковника Роя були занадто сміливими. Натомість він звинуватив Пілсудського та командира 7-го піхотного полку майора Мєчислава Риш-Трояновського, який командував на правому фланзі, у млявості під час наступу, що призвело до того, що т. зв. батальйони «четвертаків» зазнали флангової атаки російської армії.
Після конфлікту Роя покинув Польські легіони і пішов на службу до австрійської армії. Наприкінці 1918 р. він повернувся з Граца до Кракова, де жив у Білому будиночку. Тут Роя приєднався до руху за здобуття незалежності Польщі. 31 жовтня 1918 р. за рішенням Польської ліквідаційної комісії він перебрав військове командування над австрійською армією в Галичині і Краківським гарнізоном від бригадного генерала Зиґмунда фон Беніньї (Siegmund von Benigni in Müldenberg). Указом від 1 листопада 1918 р. Регентська рада Польського Королівства ухвалила рішення «задля патріотизму, сміливості та відповідно до військових інтересів Польщі призначити бригадира Болеслава Роя бригадним генералом Війська польського та командувачем бригади у Кракові». Незабаром це звання затвердив головнокомандувач польських збройних сил Юзеф Пілсудський.

### Польсько-українська війна
Болеслав Роя брав участь у Польсько-українській війні. Був командувачем підкріплення польської армії у Східній Галичині у складі армії «Схід». Брав участь у битві за здобуття Львова, який до 21 листопада 1918 р. займали українці. Роя прибув до міста у ніч з 21 на 22 листопада і перебрав тимчасове командування до прибуття 25 листопада до Львова генерала Тадеуша Розвадовського. Таким чином він перебував у місті під час єврейського погрому, безуспішно намагаючись зупинити насильство, яке чинили польські солдати.

### Польсько-радянська війна
З січня по серпень 1919 р. Роя командував 2-ю дивізією піхоти Польських легіонів і оперативною групою на литовсько-білоруському фронті у Польсько-радянській війні проти Червоної армії.
8 серпня 1919 р. його частини займають Мінськ. Після цього він перейшов на посаду командувача гарнізону в Кельці, у березні 1920 р. — командувача генерального округу «Помор'я» (Okręg Generalny VIII) у Торуню, де він заснував Поморську раду (організація, метою якої було збереження польськості Гданського Помор'я), а далі товариство «Straż» (національна гвардія), яке згілно указу глави держави 19 липня 1920 р. було перетворене Західну національну гвардію (Zachodnią Straż Obywatelską), що налічувала 10 тис. осіб.
1 січня 1920 р. головнокомандувач Юзеф Пілсудський іменував його членом тимчасової капітури найвищого польського військового ордену «Virtuti Militari» і присвоїв його Срібний Хрест цього ордену.
2-6 серпня 1920 р. Болеслав Роя протягом короткого часу командував т. зв. нарв'янською оперативною групою на Північному фронті, а після цього — 2-ю армією. На початку серпня 1920 р. запропонував зайняти оборону в Остроленці з метою влаштувати там радянській армії на зразок оборону Збаража, критикуючи у своїх звітах Генеральний штаб через те, що вони ставили неможливі для виконання накази. Згодом скептично ставився до шансів Польщі здобути перемогу над Червоною армією, мав власні політичні та військові погляди, а тому його називали «червоним генералом» (у своїх зверненнях до солдатів генерального округу «Помор'я» звигувачував росіян в компрементації комуністичних ідей).
У липні 1920 р., коли Червона армія була на підходах до Варшави, Роя планував проголосити незалежність Помор'я і укласти сепаратний мир з Радянським Союзом. Решта частина країни мала б відійшла під контроль більшовиків.
Напочатку серпня 1920 р. він запропонував Вінцентію Вітосу усунути Пілсудського як невдалого воєначальника, проголосити за допомогою більшовицьких гасел утворення народно-робітничого уряду на чолі з прем'єр-міністром Вітосом і міністром оборони Болеславом Рої. Вітом відхилив цю пропозицію і повідомив про неї вище керівництво Рої. У результаті, через політиканство і дефетизм (пораженство), у серпні 1920 р. Пілсудський відсторонив Болеслава Роя від командування. 20 серпня 1920 р. «за власним бажанням був звільнений з посади командувача групи „Помор'я“ і переведений до армійського резерву». 1 жовтня 1922 р. був відправлений на пенсію у званні генерал дивізії.

### Політична діяльність
У подальшому Роя критично ставився до політичної діяльності Юзефа Пілсудського та його політичного режиму санації. У 1928 р. був обраний послом (депутатом) Сейму у складі ліво орієнтованої Польської селянської партії (пол. Stronnictwo Chłopskie). Він був заступником голови парламентської комісії з військових питань. У грудні 1929 р. Роя склав депутатський мандат. У серпні 1930 р. він розкритикував Пілсудського у відкритому листі, якого написав з нагоди з'їзду ветеранів Польського легіону, проте він був конфіскований цензурою ще до його офіційного оприлюднення. Повторна спроба Рої виступити на черговому з'їзді легіонерів у 1937 р. у Кракові закінчилася скерування його на примусове лікування до психіатричного відділення військового шпиталю у Кракові згідно з рішенням міністра військових справ генерала Тадеуша Каспжицького.
Після об'єднання народного руху у 1931 р. Роя допомагав Польській селянській партії, проте так і не приєднався до неї. Під час Позачергово з'їзду Польської селянської партії 1937 р. у Варшаві, він виступав проти соціальної несправедливості по відношенню до селян, де сказав, що «селяни, які боролися у Польських легіонах за незалежність, також боролися за соціальну справедливість».

### Німецька окупація
Наприкінці 1939 р. Роя приєднався до діяльності польського Червоного Христа. У цей час також мав проблеми із здоров'ям. У березні 1940 р. був арештований німцями. Спершу перебував в ув'язненні у варшавській тюрмі «Павяк», а на початку травня 1940 р. переведений до концентраційного табору в Заксенгаузен, де помер 27 травня цього ж року. Похований на Повонзківському цвинтарі у Варшаві.

## Б. Роя і українці
На думку українського дослідника М.Вітенка, звинувачення Б. Рої у схильності до співпраці з більшовиками були надумані. Насправді ж мова йшла про суперництво між ним та Ю. Пілсудським, в ході якого Ю. Пілсудський опирався на співпрацю з польськими фінансово-промисловими колами, а Б. Роя на польських селян. Відмінними були їхні погляди на політичний устрій Польщі, на ставлення до українців Галичини та Наддніпрянщини. В історичних джерелах зазначалося, що Б. Роя відвідав у 1920 р. окремі концтабори, у яких утримувалися полонені українські вояки (зокрема у м. Тухоля). У результаті генерал: "Змінив адміністрацію табору, пом’якшив внутрішній режим, сприяв помітному покращенню умов перебування, а також відкриттю кримінальних справ проти низки охоронців табору за нелюдське поводження з полоненими"..
Болеслав Роя є автором спогадів про бої за м. Львів у 1918 р., у  яких заперечив глорифікацію  “львівських орлят”, позитивно оцінював вояків і старшин УГА. У своїй діяльності послідовно виступав проти колонізації і пацифікації Східної Галичини. Був прихильником надання автономії українцям краю. Підтримував радикальну земельну реформу в інтересах селян, а не колоністів-осадників.

## Нагороди
- Срібний Хрест військового ордену Virtuti Militari (1920)
- Хрест Незалежності
- Хрест Доблесті (чотири рази)
- Знак «За вірну службу»